# Mangoky
Le Mangoky est le plus long fleuve de Madagascar sur le versant ouest de l'île. Son bassin est à cheval sur les régions du Menabe et de l'Atsimo-Andrefana. Il se jette dans le Canal de Mozambique par un delta d'environ 2 000 km2.

## Géographie
Le Mangoky est issu de la confluence de la Matsiatra et de la Mananatana. Ce fleuve est navigable par des pirogues sur 125 km et draine Beroroha, Vondrove, Amborovoky et Befamoty. Le bassin versant du Mangoky est de 55 750 km2 ,. Il s'agit du plus grand fleuve de Madagascar par la superficie de son bassin versant après la Betsiboka. Il est, avec ses 822 km de cours depuis sa source de l'Ihosy, le plus long fleuve malgache.

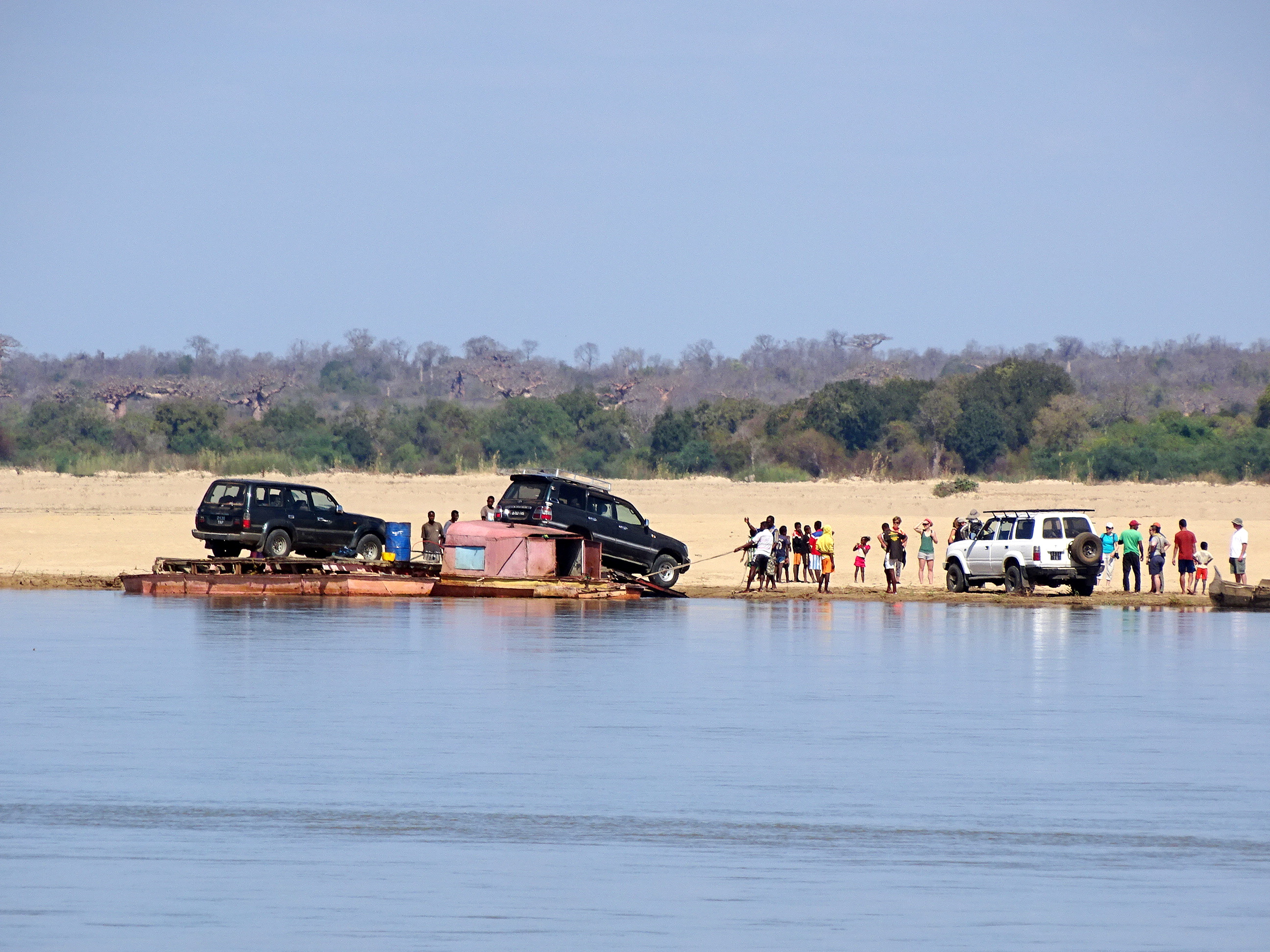
Voitures ayant traversé le fleuve au niveau de la RN9 entre Manja et Andavadoaka.

## Affluents
- Le Sikily est un affluent de la rive gauche : confluence 21° 53′ 06″ S, 44° 03′ 57″ E.
- le Sakanavaka est un affluent gauche : confluence 21° 50′ 32″ S, 44° 21′ 37″ E près d'Amokoty.
- Le Malio est un affluent gauche : confluence 21° 40′ 52″ S, 45° 08′ 24″ E au sud-ouest de Beroroha.
- Le Makay est un affluent droit : confluence 21° 41′ 38″ S, 45° 10′ 19″ E au sud-est de Beroroha.
- Le Menamaty est un affluent gauche : confluence 21° 36′ 28″ S, 45° 22′ 38″ E au nord de Bemavo.
- Le Zomandao est un affluent gauche : confluence 21° 33′ 01″ S, 45° 25′ 01″ E

## Le delta
Le delta du Mangoky, appelé Volirano par les Masikoro, de par ses 2 000 km2 est le plus vaste de Madagascar. Il n'est que très partiellement mis en valeur. Des aménagements de périmètres irrigués par la Samangoky ont été mis en place à partir de 1960 en aval de Tanandava, créant un important appel de main-d'œuvre agricole. Un vaste ensemble de marais à mangrove s'étend à l'aval du delta.